# انفیه

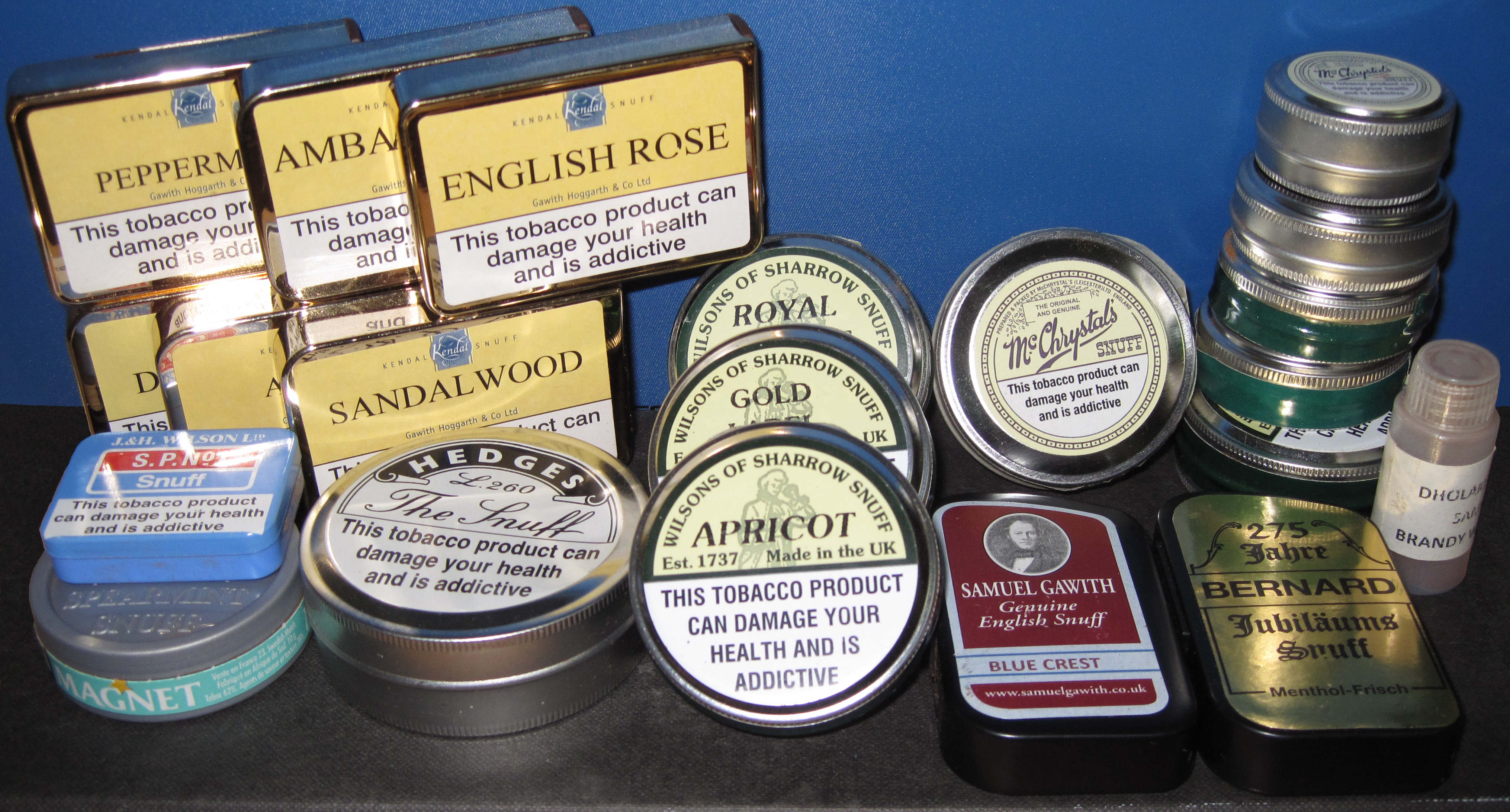
جعبه‌های انفیه

در لغت نامه دهخدا در مورد معنی اَنفیه دارویی که باعث عطسه می‌گردد و باعث باز شدن مجرای بینی می‌شود.این دارو برای درمان سینوزیت، عفونت های بدن که از طریق عطسه خارج میشوند و درمان گرفتگی و ابریزش بینی است و امام جعفر صادق هم به شخصی سفارش کردکه انفیه مسلمانان را سالم نگه میدارد.

## نحوه مصرف

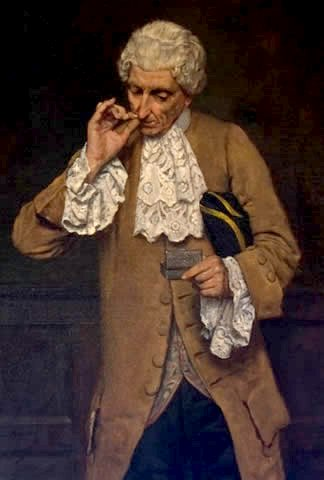
مردی که با روش انگشت سبابه و شست مشغول استعمال انفیه است

به اندازه یک نخود از پودر انفیه را در کف دست قرار دهید و جلوی یکی از سوراخ‌های بینی قرار دهید با دست دیگر جلوی سوراخ دیگر بینی را ببندید و با شدت انفیه را استنشاق کنید. سپس برای سوراخ دیگر بینی هم همین کار را تکرار کنید. کمتر از یک دقیقه بعد آبریزش و عطسه مکرر شروع می‌شود و بعد از چند دقیقه عطسه‌ها و آبریزش تمام می‌شود.
استفاده از انفیه به دلیل ایجاد عطسه‌های فراوان ممکن است باعث بهم خوردن تعادل شود، به همین دلیل بهتر است در محیط‌های کاری و رسمی استفاده نشود. همچنین همراه داشتن دستمال جیبی هنگام استفاده از انفیه ضروری است.

## نحوه ساخت
ده‌ها و بلکه صدها نوع انفیه وجود دارد و درست کردن انفیه‌های مختلف، روش‌های مختلفی دارد. بر اساس منابع طب سنتی، پایه اصلی انفیه، ترکیب کندش (ریشه گیاهی با ظاهر سیاه و درون زرد) و سیاه دانه است. مقداری کندش و دو برابر آن سیاه دانه آسیاب و ترکیب می‌شود. انفیه‌های مختلف خواص گوناگونی دارند مثلاً ترکیب دیگری که برای انفیه ذکر شده؛ برگ ساییده یا خرد شده تنباکو، و ریشه کندش است که در کنار آن ریشه خربق نیز وجود دارد.

## انفیه‌دان
انفیه دان نام ظرفی برای حمل انفیه است. گاهی به گودی انگشت شست محل اتصال انگشت به دست نیز مجازاً انفیه دان گویند.

## مضرات و اعتیادآور بودن انفیه
استفاده از انفیه‌ها به دلیل ایجاد عطسه‌های شدید برای زنان باردار، افراد دارای زخم و جراحت بخیه شده و مبتلایان به نارسایی قلبی و سکته مغزی توصیه نمی‌شود.

## فواید
در روایات اسلامی و همچنین کتب طب سنتی از انفیه برای درمان سینوزیت و سرماخوردگی استفاده می‌شده‌است.